# Оксон Десу
Оксон Десу (фр. Auxon-Dessous) насеље је и општина у источној Француској у региону Франш-Конте, у департману Ду која припада префектури Безансон.
По подацима из 2011. године у општини је живело 1292 становника, а густина насељености је износила 205,73 становника/km². Општина се простире на површини од 6,28 km². Налази се на средњој надморској висини од 223 метара (максималној 330 m, а минималној 215 m).

## Демографија
| 1962. | 1968. | 1975. | 1982. | 1990. | 1999. | 2011. |
| ----- | ----- | ----- | ----- | ----- | ----- | ----- |
| 205   | 221   | 474   | 762   | 983   | 1.096 | 1.292 |

График промене броја становника у току последњих година